# ابن دانیال
محمد بن دانیال (۱۲۳۸م - ۱۳۱۰م) چشم‌پزشک، ادیب و شاعر برجستهٔ عراقی در دورهٔ مملوکی بود که بییشتر در مصر زیست. در زمان سلطنت «ملک ظاهر بیبرس بندقداری» به مصر کوچید. شهرت او در ادبیات تمثیلی (با توصیف امروزی به تئاتر) به سه اثرش (باب) است: «طیف خیال»، «عجیب و غریب» و «یتیم‌شده و یتیم‌گم‌کرده»؛ این سه اثر او را را نمایشنامه می‌نامند، چرا برای نمایش و اجرای تمثیلی سروده شده است.